# Noah Dietrich
Noah Dietrich (28. februar 1889 – 15. februar 1982) var en amerikansk forretningsmand der i perioden 1925-1957 tjente som Chief Executive Officer for Howard Hughes forretningsimperium.

## Populærkultur
I miniserien The Amazing Howard Hughes blev Noah Dietrich spillet af Ed Flanders, i filmen The Aviator af John C. Reilly og i The Hoax af Eli Wallach.